# 上泉雄一のFANFANレディオ
『上泉雄一のFANFANレディオ』（うわいずみゆういちのファンファンレディオ）は、毎日放送ラジオ（MBSラジオ）で2008年度のナイターオフ期間（2008年9月30日 - 2009年4月2日）に放送されたラジオ番組。MBSアナウンサーの上泉雄一が1人でパーソナリティを務めた。

## 概要
毎日放送ラジオ（MBSラジオ）では、2006年度からナイターオフシーズンに、上泉雄一の冠番組を生放送。当番組は、2007年度に放送された『上泉雄一のUWAらじお シーズン2』の後継番組である。2006年度の『上泉雄一の発信!UWAらじお』以来2期振りに火～金曜日の放送に戻った一方で、上泉と同期入社の新堂裕彦が、初めてプロデューサーに就任。『UWAらじお』から出演者・スタッフ・企画を一新している。当番組は本来、『MBSタイガースナイター』でプロ野球中継のない2008年10月1日から放送する予定だった。しかし、前日（9月30日）に阪神甲子園球場から中継を予定していた阪神タイガース対広島東洋カープ戦が雨のために中止。雨傘番組として、予定より1日早く放送を始めた。開始当初の2008年10月には、阪神タイガースの公式戦中継、JRN・NRNラインによるセントラル・リーグのクライマックスシリーズ第2ステージや日本シリーズ中継のネット受け（いずれも『MBSタイガースナイタースペシャル』としての放送）の影響で、当番組の放送休止が相次いだ。レギュラーで放送できるようになったのは、同月29日からである。
当番組では、『アラフォー（40歳前後）世代』 をターゲットに、毎回テーマを設けて、生放送中にテーマに沿った楽曲のリクエストを募集。メッセージとともに随時紹介しながら、芸能・スポーツ・映画・新刊情報を独自の目線で取り上げていた。
上泉は当番組で、ワンマンDJスタイルによる生放送の進行を初めて経験。ただし、一部のコーナーにアナウンサーや若手芸人などが登場したほか、ゲストを迎えてトークを展開することが多かった。
毎日放送ラジオでは2009年4月改編で、当番組の後継番組として『上泉雄一のええなぁ!』（月～金曜10:30-12:30）を新たに編成。同番組の放送を前に、3月30日から4月3日まで、同時間帯でプレスタート番組『上泉雄一の来週からいよいよええなぁ!』を放送した。上泉は、3月31日から当番組の最終放送日である4月2日まで、当番組と掛け持ちで出演した（いずれも生放送）。
また2009年度から、ナイターオフシーズン（2009年10月～2010年3月）には、当番組の放送枠で『MBSたびぐみ とっておき旅ラジオ』を編成。上泉は金曜日のみ、『上泉雄一のええなぁ!』との掛け持ちで『MBSたびぐみ』にも出演している。 2010年度の火曜日には、当番組と同じ放送枠・スタイルで、上泉の進行・新堂のプロデュースによる『MBS開局60周年アワー 音楽の時間ですょ 目指せ1179曲てアンタ!?』も放送している。

## 放送時間
- 火・水曜：18:30 - 21:00
- 木曜：18:30 - 20:30
  - 20:30 - 21:00に『ほぐすらじお』を放送していた関係で、開始当初から他曜日より30分早く終了していた。
- 金曜
  - 18:30 - 21:00（～2009年1月30日）
  - 18:30 - 20:30（2009年2月2日～3月27日）
  - 20:30 - 21:00に期間限定番組『アイリオ生命presents Aika魔法の時間』を放送する関係で、終了時刻が30分繰り上げられた。

2008年10月16日（木曜日）には、当番組の放送枠が公開収録番組『ありがとう浜村淳です』放送35周年記念スペシャル公開放送」にそのまま充てられた（当番組は休止）。このため、毎日放送ラジオでは、当日のCM枠のNRNネットセールス分を前枠番組『熱血!!タイガーススタジアム』の18時台に振り替えて放送した。

## 出演者

### パーソナリティ
- 上泉雄一（MBSアナウンサー）
  - 40歳間近で当番組を担当していたため、リスナーからのメッセージ紹介やフリートークでは、「働き盛り、遊び盛りのアラフォー世代」であることをしきりに強調していた。

### コーナー出演
- 大月勇（出演当時・MBSアナウンサー、火曜日の「新品さんいらっしゃい」を担当）
  - 開始当初は、上田崇順と交互に出演していた。
  - 当番組への出演がきっかけで、『上泉雄一のええなぁ!』でも、2010年7月にラジオ営業部へ異動するまで木曜日に冠コーナー「大月勇のトレンドトレンド」で進行役を務めていた。

### レギュラーゲスト
原則として月1回のペースで出演。
- 宮根誠司（フリーアナウンサー、元・ABCアナウンサー）
  - 番組開始当初からの登場。19時過ぎからエンディングまで出演していた。
  - フリー転向後の2005年4月からは、『あん!』の後継番組で、上泉がパーソナリティで続投した『っちゅ～ねん!』の木曜日にレギュラーで1年間出演。フリーアナウンサーとして、初めてつかんだレギュラー番組でもあった。
  - 平日に早朝（『おはよう朝日です』）と昼（『情報ライブ ミヤネ屋』）の帯番組で司会を務めながら、当番組の特別企画にもたびたび出演した（後述）。
- ピーコ（2009年1月から）
  - 『上泉雄一の発信!UWAらじお』から3期続けての登場。放送直前まで毎日放送テレビ（MBSテレビ）の生放送『ちちんぷいぷい』火曜日（当時）にレギュラーで出演していたため、もっぱら火曜日の途中に登場した。

大月や上田崇順以外にも、毎日放送で放送日深夜～翌日早朝の泊まり勤務に当たるアナウンサーが、火～金曜の帯コーナー「日刊エンタメ　FANFAN二択」（後述）のナレーターとして日替わりで登場していた（ナレーションは放送前に収録）。ただし火曜日には、大月が「新品さんいらっしゃい」へ登場する前に、ナレーションを収録することが多かった。また、金曜日のナレーターは、2009年1月から新人アナウンサー（当時）の斎藤裕美にほぼ固定された。当番組のサウンドステッカーや、CM前後のジングルには、上泉とテレビ番組で共演する機会の多い後輩アナウンサー・八木早希（当時はMBSに在籍）の声が主に使われていた。ただし、八木自身が当番組へ出演したり、ナレーションで放送に参加したりすることはなかった。

## 主なコーナー
時刻は目安、「　」内は放送で使われていたタイトル。
予算の関係で、『上泉雄一のUWAらじお　シーズン2』に続いて、番組グッズの製作が見送られた。そのため、放送中にメッセージを紹介したリスナーには、毎日放送ラジオで当時放送されていた（または放送を終了した）番組のグッズを進呈した。（「おたより大将」やスペシャルウィーク期間中などを除く）

### 帯コーナー（火～金曜）
いずれも、上泉が1人で進行していた。
- 「きょうは何の日」（18:40頃）

放送日にまつわる意外な記念日や、放送日に誕生日を迎えた著名人を紹介するコーナー。毎日放送ラジオで独自にスポンサーを付けていた。2008年11月からは、リスナーの要望を受けて、 リスナー（関係者）にとっての誕生日や記念日も紹介。リスナーから事前に送られたメッセージを基に、放送日の前後に誕生日や記念日を迎える（迎えた）人を読み上げた後で、上泉から1人ずつに向けて「おめでとうございます」と呼び掛ける。 当コーナーは、『上泉雄一のええなぁ!』でも、タイトルとスポンサーを変えながら続いている（同番組でのコーナータイトルは「記念日ええなぁ」）。
- 「日刊エンタメ　FANFAN二択」（19:05頃）

放送日に伝えられた芸能ニュースを紹介しながら、二者択一を通じて上泉の人生観や考え方を探るコーナー。ナレーター役のアナウンサーが、芸能ニュースを2～3項目紹介。紹介したニュースにちなんだ2つの選択肢から、上泉にいずれか1つを選ばせる。選択肢は、ニュースの項目に応じて、番組独自で作成。正解を想定していないため、選択肢の選び方によって、上泉の人となりや本音が分かる趣向になっていた。
- 「必殺代理人　あなたの怒り叫びます」（20時頃）

朝日放送テレビ（ABCテレビ）で『必殺仕事人2009』の放送が始まったことを受けて、2009年1月から始まったコーナー。日常生活で感じた小さな怒りをテーマに、リスナーからメッセージを募集していた。上泉はまず、“必殺代理人”に扮して、リスナーの怒りを絶叫。ひとしきり叫んだ後は、淡々とした口調で、リスナーへのアドバイスを伝えていた。
- 「FANFANスポーツ UWA目線」（20時過ぎ）

火～木曜日には、入社当初スポーツアナウンサーであった上泉が、放送日に入ってきたスポーツニュース（2～3項目）を独自の視点で紹介。実況や取材の裏話を披露することもあった。ただし、スペシャルゲストがスタジオに出演した場合には、休止されることが多かった。金曜日には、新堂プロデューサーが登場。「FANFANスポーツ 競馬の星」として、週末に開催される競馬の重賞レースの着順予想に挑戦した。『上泉雄一の発信!!UWAらじお』金曜日に放送された「目指せ連勝!!馬泉」の後継企画のような位置付けで、番組予算の増額とリスナーへの還元を目指した。

### 曜日別企画・コーナー
毎日放送テレビ（MBSテレビ）以外で放送の番組から、タイトルをもじったコーナーが多かった。

#### リクエストテーマ
音楽番組でもある当番組では、日替わりでリクエスト曲のテーマを設定。以下のテーマに、リスナーからの話題や要望を取り込む形で、楽曲のリクエストを募集していた。
- 火曜：テーマリクエストのチューズデー

「渋い声の歌手の曲」「CMソング」「幸せ気分になれる曲」「生で聴いて感動した曲」など、毎週細かくテーマを設定。2009年からは、前週の木・金曜で好評だったテーマを、続けて募集することがあった。
- 水曜：新曲のウェンズデー

リスナーからリクエスト曲を受け付けるのではなく、さまざまなアーティストの新曲をランダムで紹介。毎日放送に出入りする音楽関係者が、番組専用のリクエストボックスにサンプルCDを投函した楽曲が対象。番組スタッフはあらかじめ、上泉に分からないように、楽曲ごとに番号を付けていた。放送が始まると、上泉がトークやコーナーの合間に、番号の書かれた玉の入ったカゴを回転。そこで出た玉の番号に対応する楽曲を、随時放送する。放送内で「運試しの水曜日」と称するほど、上泉の運任せのコーナーでもあった。
- 木曜：アラフォーのサーズデー

40歳前後の世代にピッタリの楽曲を対象に、「歌手以外の人が出した曲」など、毎週細かくテーマを設定。2009年に入ってからは、リスナーからの要望を優先したため、火・金曜のテーマとの区別が事実上消滅した。
- 金曜：アーティスト特集のフライデー

番組開始当初は、オープニングでリクエスト対象のアーティストを発表。そのアーティストの楽曲に絞って、リクエストを募っていた。2009年からは、「昔見たドラマの主題歌」「懐かしの番組テーマ曲」のように、ターゲットを絞ったテーマリクエストに衣替え。

#### 週間スペシャル（火～木曜）
20時前後に放送。一時期コーナースポンサーが付いた。
- 「あの日に帰りたい！あの時かかったベスト3！」（火曜日）

1名のリスナーによるメッセージを基に構成するコーナー。上泉が「あの日にかえりたい」（松任谷由実）をBGMに、リスナーの懐かしい思い出話を紹介。その話にちなんだ楽曲を3曲放送する。
- 「うわちゃんラッキープッシュ」 （水曜日）

放送中のチャイムを合図に、他の新曲を選ぶ時と同じく、上泉が番号の書かれた玉の入ったカゴを回転。ここで選ばれた新曲は、当日から翌週の火曜日まで、エンディングテーマに使われる。
- 「FANFANレディオ注目芸人　ザッツオール漫才！」（木曜日）

毎日放送テレビ（MBSテレビ）で1990年から毎年末に放送される特別番組『オールザッツ漫才』の予習を兼ねて、今後のブレイクが期待される芸人が数珠つなぎ形式でスタジオに出演するコーナー。冒頭では、ゲスト芸人が、上泉の前で持ちネタを披露。その後で、「ぼく（ら）のPOINTS」と称して、アピールポイントを自ら3つ紹介する。コーナーの最後では、「ギャラorキャラ」と称して、さいの目の代わりに3面ずつ“ギャラ”“キャラ”と書かれたサイコロを用意。ゲスト芸人にサイコロを振らせたうえで、その結果に応じて番組からギャラ（1組3,000円）かキャラメルを出す趣向になっていた。（実際には、“ギャラ”の出る確率が高かった。）ビタミンSのお兄ちゃんは、妹のマイコとともに、2008年末に当コーナーへ出演。この出演を機に、『上泉雄一のええなぁ!』で、初めての単独レギュラーをつかんだ（同番組には水曜リポーターとして出演）。2009年2月11日の放送には、中山功太が出演。第7回R-1ぐらんぷり決勝戦を前に、優勝への意気込みを語った。（中山は、当コーナーへの出演6日後の同月17日、5回目の挑戦で初優勝を果たしている。）

#### 火曜日
- 「音で味わうグルグルグルメ」

ラジオを通じてリスナーに味を伝えるべく、上泉が音を立てながら、新商品や通販限定商品を試食するコーナー。『上泉雄一のええなぁ!』でも、たむらけんじを加えて、月曜日に続けている。
- 「新品さんいらっしゃい」 （20:30過ぎからエンディング近くまで放送）

あらゆる分野から、便利・快適・愉快な新商品をスタジオで紹介するコーナー。 大月は、放送当日に商品の発売元へ電話で取材するなど、当コーナーに入れ込んでいた。『上泉雄一のええなぁ!』では、当コーナーを発展させた「大月勇のトレンドトレンド」を、毎週木曜日の「特集ええなぁ」でに放送している。　　　

#### 水曜日
- 「週間・UWA・BOOKS」

上泉が自信をもってお勧めできる新刊本（主に小説）を、毎週1冊紹介するコーナー。 『上泉雄一のUWAらじお　シーズン2』で放送された「上泉書店」の後継コーナーに当たる。2009年3月3日には、当コーナーの特別企画として、第140回（2008年下半期）芥川賞を受賞したばかりの津村記久子がスタジオゲストとして出演。小説執筆のかたわらで勤務中の会社の終業を待って、19時過ぎから登場した。2010年1月からは、『上泉雄一のええなぁ!』の特集コーナー（特集ええなぁ!）水曜日で、当コーナーの流れを汲む新刊書の紹介企画を不定期で放送するようになった。
- 「その時、歴史がちょっとだけ動いた」

『その時、歴史が動いた』に似たスタンスで、1970年代～90年代にスポーツやエンターテインメントの世界で生まれた伝説的な出来事（江夏の21球など）の背景や、当時活躍した人物（山口百恵など）のターニングポイントを振り返るコーナー。 同番組が2009年3月18日に終了した後も、4月1日まで毎週続けられた。記録音源や効果音を使わずに、上泉の1人語りで進行。テーマによっては、上泉があらかじめ先輩アナウンサーやMBSの野球解説者へ取材したり、上泉の語りが30分以上に及んだりしたことがあった。

#### 木曜日
- 「FANFAN映画研究会」

『上泉雄一のUWAらじお　シーズン2』で放送された「映画の泉」の後継コーナー。最新映画興行収入のベスト5を紹介した後で、上泉お勧めの映画を1本紹介。当番組の本番前に、試写会で見た新作映画を紹介することが多かった。
- 「おたより大将」（20:15頃～エンディング直前）

「メールやFAXによるメッセージが主流になった今こそ、昔の深夜番組のように、リスナーの直筆によるお手紙を紹介したい」という上泉の意向で、2008年11月から始まったコーナー。手紙を読みながら、上泉が思わず声を詰まらせることが少なからずあった。ダ・カーポの「野に咲く花のように」（『裸の大将』シリーズのテーマ曲）をBGMに、毎週2通の手紙を紹介。そのうち1通を「今週のおたより大賞」に選んだ。大賞に選ばれたリスナーには、番組かららいよんチャン（毎日放送のステーションキャラクター）グッズのお手紙セットを進呈。2009年の年始には、番組から上泉直筆の年賀状が送られた。

#### 金曜日
- 「今週のベストスポットいちにーさん」

毎週テーマを設けたうえで、そのテーマに沿って、週末のお勧めスポットを3ヶ所紹介するコーナー。テーマに精通した情報誌の編集者が、電話やスタジオに登場することもあった。スポットを紹介するたびに、八木早希が関西弁のイントネーションで「いちにーさん」と発音したアタックを流すなど、『ザ・ベストハウス123』との差別化を図った。
- 「うわちゃんの楽器やってみよう」

楽器にほとんど触れたことのない上泉が、新堂プロデューサーからの“お題”に沿って、未経験の楽器に挑戦するコーナー。 上泉は放送上、当コーナーで新堂から直々に聞かされるまで、“お題”を全く知らされていなかった。ただし、2008年と2009年では、コーナーの内容が大きく異なる。2008年の放送では、関西を中心に鍵盤ハーモニカの演奏活動を展開する女性グループ“鍵ハモ隊”（相愛大学の学生・OG有志で構成）の指導を受けながら、鍵盤ハーモニカを毎週練習した。同年最後の放送（12月28日）では、生放送中に練習の成果を披露。特別審査員として招いたキダ・タローから合格点を得た。2009年の放送では、初心者にはハードルの高い楽器（ブルースハープやディジュリドゥなど）を演奏するアーティストが週替わりゲストで登場。上泉が演奏を試みながら、ゲストとのトークを通じて、その楽器の魅力を伝える趣向に変わった。

## 特別番組・企画

### 「大月勇の不安不安レディオ」
上泉が千里が滝（鹿児島県霧島市）から『ちちんぷいぷい』の滝中継に出演した2008年12月5日に放送。当番組の放送中に帰阪できる保障がないため、大月勇が（放送上）メインパーソナリティを務めた。当日は、番組タイトルを変更したほか、桜井一枝によるサウンドステッカーを特別に放送した。上泉は、移動中の車から電話で登場。20時過ぎにスタジオに到着すると、“ゲスト”としてそのままエンディングまで出演した（当日の放送のメインパーソナリティが、あくまでも大月であったことから）。

### 「しゃべり手としゃべろう」
2008年12月8日～11日の1週間を通じて放送された特別企画。毎日放送以外の在阪民放局に所属するアナウンサーや、上泉と親交のあるフリーアナウンサーが、日替わりでスタジオに出演した。
12月8日は、当番組の放送がない月曜日であったにもかかわらず、『MBSマンデースペシャル』(20:00-21:00)の中で『FANFANレディオスペシャル「上泉雄一vs宮根誠司〜しゃべり手としゃべる」上泉と宮根のウダ話』を放送。宮根は、11日の『FANFANレディオ』にも登場している。
12月9日には、『ちちんぷいぷい』月～水曜パーソナリティの角淳一（元・毎日放送アナウンサー、上泉の元上司）が、同番組の生放送を終えて19時過ぎから出演。同局在籍時の裏話を披露する一方で、放送中角宛てに私用電話がかかってきたことから、角のアイデアでリスナー向けに電話の相手の職業を当てさせるクイズを出した。
12月10日には、宮根とともに『っちゅ～ねん!』の木曜レギュラーだった梅田淳（元・関西テレビアナウンサー）が出演。「AMラジオを一緒に盛り上げる」との名目で、自身がパーソナリティを務める『出発進行!うめじゅんです』（ラジオ大阪）のステッカーを、リスナーへのプレゼントに提供した。
12月11日には森たけし（読売テレビアナウンサー、当時は特別職のエクゼクティブアナウンサー、2009年4月から編成局アナウンス部長）が、テレビ・ラジオを通じて、毎日放送の番組へ初めて登場した。局の垣根を越えて、上泉と同業のアナウンサーを番組に出演させる趣向は、『上泉雄一のええなぁ!』でも時折見られる。

### 「上泉雄一のMOWMOWレディオ」
2009年1月2日の10:30 - 22:00に放送（『ドライバーズ・リクエスト』『いすゞ お父さん・お母さんへの手紙』『住之江競艇レース結果・地震防災メモ』『熱血!!タイガーススタジアム』の放送による中断あり）。 正式なタイトルは、『上泉雄一のMOWMOWレディオ　お正月からもぅ～ちょっと聞いてよ!うわちゃんスペシャル』。毎日放送ラジオ制作の正月特別番組としては初めて、ワンマンDJスタイルで約11時間の生放送を実施。当番組用に作ったジングルを随時放送したほか、リスナーや上泉と縁のある著名人が電話で出演する「MOWMOWテレフォン」など、『上泉雄一のええなぁ!』に通じる企画もあった。出演者の中には、同番組へレギュラーで出演しているタレントが多い（後述、2009年8月現在）。タイトルやコーナーの“MOWMOW”は、2009年が十二支の丑年に当たることから、"モゥモゥ"と読ませる。また、テーマリクエスト（「“も～”または“牛”にまつわる楽曲」「今年のあなたのテーマ曲」）と川柳（お題「も～」）を募集。放送内で随時、メッセージとともに紹介した。
主なコーナー
「　」内は『FANFANレディオ』のレギュラー企画（前述）の特別版、『　』内は当番組の特別企画、出演者の◎は『上泉雄一のええなぁ!』のレギュラー、時刻は目安
- 『MOWMOWテレフォン』

リスナー編と有名人編を交互に放送。リスナー編では、エンディングで大賞を決定した。
有名人編には、トミーズ健◎（11時前後）、高橋泰松◎（「日本料理　高はし」店主、12時前）、佐々木恭介（14時前）、板東英二（15時台後半）が登場。16時台後半には、宮根も帰省先から電話で出演した。
- 『近畿2府4県～初詣・初みくじ～』

新人アナウンサー（当時）大吉洋平◎が、1府県1ヶ所のペースで、放送中に紀三井寺→橿原神宮→大阪天満宮→西宮神社→八坂神社→近江神宮を巡る中継。中継先では、必ずおみくじを引いて結果を発表したほか、参拝客や巫女へのインタビューを実施した。
- 『MOWMOWゲストタイム』

バッファロー吾郎（12時台）、チュートリアル（15時前後）、たむらけんじ◎（16時前）が順次出演。佐々木と板東も、『MOWMOWテレフォン』に出演後、スタジオに登場した（佐々木は16時～17時台、板東は19時過ぎ）。21時台には、「MOWどうなるの？2009年大予言」として、門脇いくみ（東洋占星術師）が上泉や真弓明信（阪神タイガース監督）などに関する予言を披露した。エンディングには、パンチみつおが登場。自ら出演しているオウミ住宅のCMソングの替え歌で、中継からスタジオに戻ったばかりの大吉の労をねぎらった。
- 「きょうは何の日」（前述、11時台前半）
- 「うわちゃんのお正月エンタメ　MOWMOW二択」（12時台前半）

大月勇が"モ～月勇"と称して出演。最新の芸能ニュース（沢尻エリカ・高城剛結婚、桂三枝（現・六代桂文枝）・桂きん枝による桂文枝・桂小文枝襲名計画）を伝えるとともに、それぞれのニュースにまつわるトークテーマを、二者択一形式で上泉に選ばせた。
- 「新年・新規　新品さん、いらっしゃい」（13時前後）

大月が「MOWMOW2択」に続いて出演。変わり種のゲームを紹介した後で、上泉とともにカラオケを披露した。
- 「お正月だよ!音で味わうぐるぐるグルメ」（13時台後半、21時前）

13時台では、『MOWMOWテレフォン』に出演した高橋が、白味噌仕立ての雑煮をスタジオに持参した。
- 「お正月のベストスポットいちにーさん」（14時前後）
- 「音で味わう　つやつやおやつ」（16時過ぎ）

上泉の後輩アナウンサー・吉竹史が出演。「ぐるぐるグルメ」と同様に、吉竹お勧めのおやつを試食した。
- 「MOWMOWレディオ　も～注目芸人　ザッツ・オール・漫才」

モンスターエンジン・鎌鼬（14時台）、ダイアン・天竺鼠（19時台後半）が出演。スタジオで持ちネタを披露した。
- 「この冬行きたいベストスポットいちにーさん」（20時過ぎ）
- 「FANFANスポーツ・競馬の星」（21時過ぎ）

新堂プロデューサーに加えて、『サタうま』（関西テレビ）で毎週競馬予想に挑む六車奈々とシャンプーハット小出水が登場。放送時点で枠順が決まっていなかった京都金杯の勝ち馬を予想した。
上記のコーナーの合間には、毎日放送ラジオ（MBSラジオ）の番組パーソナリティ（浜村淳、近藤光史、桜井一枝）が事前に収録した新年のメッセージも放送された。
当番組では、放送当日までほとんど打ち合わせをしなかった。そのため、新聞のラジオ番組表を通じて、上泉が放送当日の企画やゲストを初めて知ることが少なからずあった。 スタジオへ出演したゲストは、かつて毎日放送テレビでも放送された『ザ・ベストテン』（TBS制作）のように、上泉が用意したサイン帳にサインを残すことになっていた。水曜日は2008年12月から、楽曲選びと同じ方法で、放送中にメッセージテーマを決めるようになった。上泉は、番号付きの玉の入ったカゴを回すことで、テーマの“上の句”と“下の句”に当たる言葉をランダムに選択。それらの言葉を組み合わせる形で、メッセージを募集していた。木曜日には番組開始当初、リスナーから頂いた懺悔ネタを紹介する「FANFAN懺悔室」のコーナーを設定。金曜日には、当日のリクエストで特集するアーティストについて、あまり知られていない情報（行きつけのお店など）を紹介する「もっと知りたい○○のコーナー」（○○にはアーティスト名が入る）があった。しかし実際には、いずれもほとんど放送されていない。
2009年からは、英語と関西弁が入り交じった八木早希のジングル（前述）に加えて、複数のリスナーが自発的に制作した音源もジングルで併用。「上泉のことを歌っているように聞こえる」という松本麻衣子の指摘から、安室奈美恵のアルバム曲「WoWa」の前奏と松本のアナウンスを組み合わせて、番組オリジナルのジングルを作ったこともある。
最終回の放送では、『上泉雄一の発信!UWAらじお』からの慣例で、「じゃあね」（おニャン子クラブ）を放送。「これにていったん中締めとさせていただきます」という上泉の言葉で締めくくった。なお、『上泉雄一の発信!UWAらじお』以降のナイターオフ番組で使われた公式サイトのURLやメールアドレスは、番組終了後の2009年4月6日から『上泉雄一のええなぁ!』に引き継がれている。